# Mina terrestre
Una  mina terrestre  és un artefacte explosiu dissenyat per romandre ocult enterrat a poca profunditat o camuflat sobre la terra de tal manera que l'explosiu que conté detoni en ser activat inadvertidament per una persona o vehicle. Es compon d'una càrrega explosiva i un detonador.
Les mines terrestres s'utilitzen per assegurar fronteres en disputa i restringir en moviment enemic en temps de guerra, de manera que les tropes atacants puguin ser emboscades o bombardejades amb més facilitat.
Des del punt de vista militar, les mines permeten que una força organitzada pugui superar a una altra de més nombrosa.
Seguint l'exemple del Canadà, la majoria dels països del món (actualment, 144) han il·legalitzat l'ús i possessió de mines antipersona per part dels seus exèrcits. Les úniques democràcies occidentals que no les han prohibit són els Estats Units i Finlàndia. Altres països, com Xina, Rússia i Corea del Nord continuen utilitzant-les.

## Tipus de mines terrestres

### Mines antitancs
Les mines antitancs estan dissenyades per immobilitzar o destruir vehicles blindats o tancs, juntament amb els seus ocupants. Solen ser més grans i requerir més pressió (com a mínim uns 150 kg) per ser activades.

### Mines antipersones
En un principi, les mines antipersona no estan dissenyades per a matar sinó per incapacitar les seves víctimes. S'utilitzen per col·lapsar els serveis mèdics enemics, degradar la moral de les seves tropes, i danyar vehicles no blindats. Per això, es busca sobretot que fereixin greument o mutilin, i no tant que matin, ja que un mort no causa tants problemes com un ferit. Així, els seus efectes més comuns són amputacions, mutilacions genitals, lesions musculars i en òrgans interns, cremades ...
Originalment, s'utilitzaven per a protegir les mines antitancs, però aviat van començar a utilitzar-se com a armes per si mateixes.
N'hi ha de diversos tipus:
- Mines explosives o de pressió: el seu objectiu és causar els majors danys possibles, destruint i cremant el seu objectiu. Busquen així causar danys tant físics com psicològics.
- Mines de fragmentació: en esclatar, expulsen gran quantitat de fragments al doble de la velocitat d'una bala, cosa que fa que el seu abast pugui superar els 50 metres a la rodona. En alguns casos, el seu objectiu és danyar el màxim nombre de persones. Dins d'aquesta categoria hi ha les mines saltadores, la càpsula de les quals, en disparar-se, salta des de terra fins a una alçada d'1,8 m, explotant i llançant els seus fragments horitzontalment, així, aconsegueixen encara majors distàncies. Altres esclaten arran de terra, i projecten els seus fragments verticalment i cap a fora, formant un arc d'uns 60 graus en totes direccions.
- L'empresa nord-americana Claymore Inc fabrica a més diversos altres tipus especials de mina:
  - Mines la funció de les quels és destruir i cauteritzar els membres inferiors de la seva víctima. L'objectiu és ferir, però sense matar, obligant a patir horribles dolors el major temps possible, per tal de trencar la moral de la tropa enemiga.
  - Mines que disparen uns 3.000 projectils en forma d'agulla fets d'urani empobrit, per tal de causar el major nombre de danys al grup atacat. El seu abast és de centenars de metres.
  - Mines químiques, que s'utilitzen per dispersar agents químics en el seu entorn. Aquests poden ser líquids o gasos, persistents o no. El gas més utilitzat és el clor.

## Mecanismes d'activació

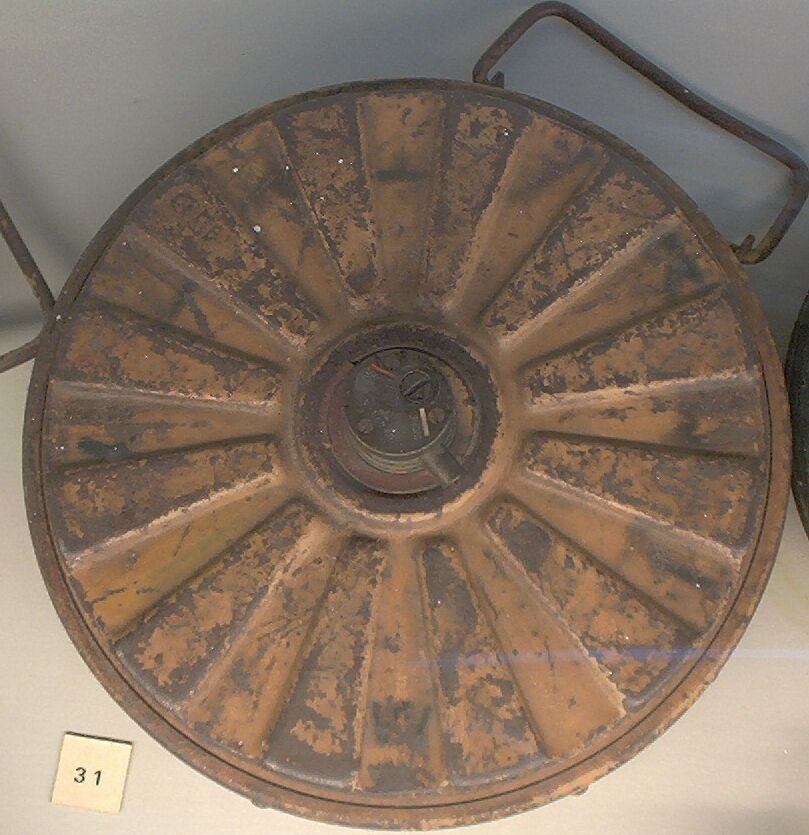
Mina terrestre de la Segona Guerra Mundial.

Una mina pot ser activada de moltes formes: pressió, moviment, so, magnetisme o vibració. Les mines antipersona solen utilitzar la pressió del peu d'una persona com a disparador, però també solen utilitzar cables. Les mines antivehicles més modernes usen un disparador magnètic, que els permet ser detonades fins i tot sense ser tocades. Les mines més avançades poden arribar a notar la diferència entre tipus de vehicles amics i enemics a través del seu propi catàleg de característiques. Això podria, en teoria, permetre les tropes amigues utilitzar una àrea determinada negant al mateix temps l'accés a tropes enemigues.
Moltes mines combinen el disparador principal amb un disparador per contacte o oscil·lació, per evitar que els enginyers enemics puguin desactivar-les. És freqüent també reduir al mínim la quantitat de metall utilitzat per fer més difícil la detecció de la mina per mitjà d'un detector de metalls. D'altra banda, les mines de plàstic són molt barates.
Les mines utilitzades actualment per l'exèrcit nord-americà, entre d'altres, són les anomenades "de tipus elegant". Estan dissenyades per autodestruir-se al cap de setmanes o mesos, per tal de reduir el nombre de víctimes civils després del final del conflicte. Per a això s'utilitzen diferents mitjans, com detonadors que depenen d'una pila. Aquests mecanismes d'autodestrucció no són del tot fiables.

## Creació d'un camp de mines

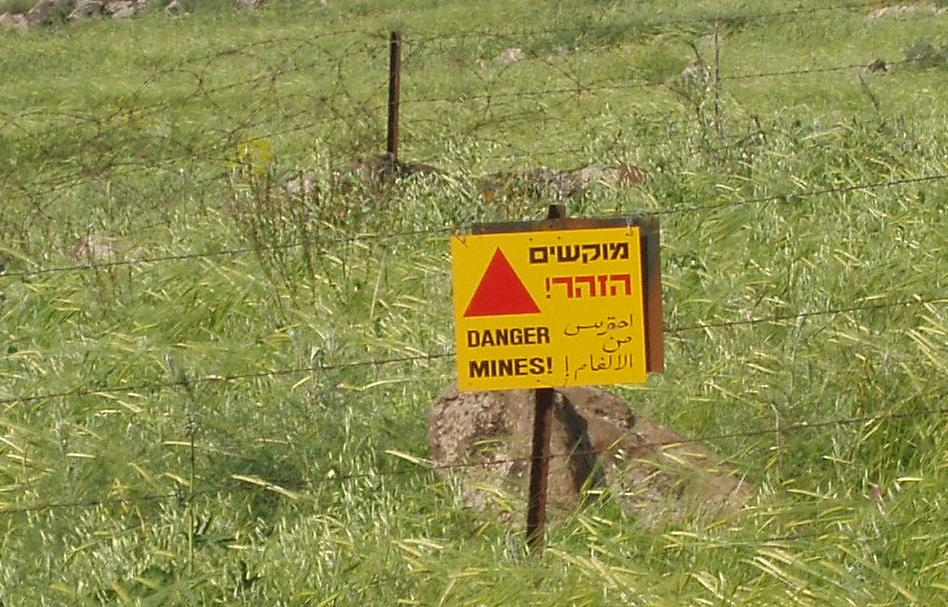
Camp de mines als Alts del Golan sembrat per l'exèrcit sirià, encara actiu tot i tenir més de 40 anys.

Un camp de mines es pot crear de diverses maneres:
- El mètode preferit és utilitzar personal entrenat per enterrar les mines, ja que això fa a les mines pràcticament invisibles i redueix el nombre de mines necessàries per negar una àrea a l'enemic.
- Es poden llançar projectils capaços de sembrar mines des de distàncies de desenes de quilòmetres, o ser llançades des de míssils de creuer, o llançades des d'helicòpters o avions.
- Hi ha vehicles blindats equipats per sembrar mines.

Amb freqüència, els camps de mines antitancs estan també minats amb mines antipersona per fer més lenta la seva neteja manual, també se solen sembrar mines antitancs als camps de mines antipersona per evitar l'ús de vehicles blindats per netejar-los ràpidament. Alguns tipus de mines antitancs poden ser, a més, detonades per la infanteria, el que els dona un doble propòsit encara que el seu principal objectiu sigui actuar com a armes antitancs.

## Detectant i traient mines

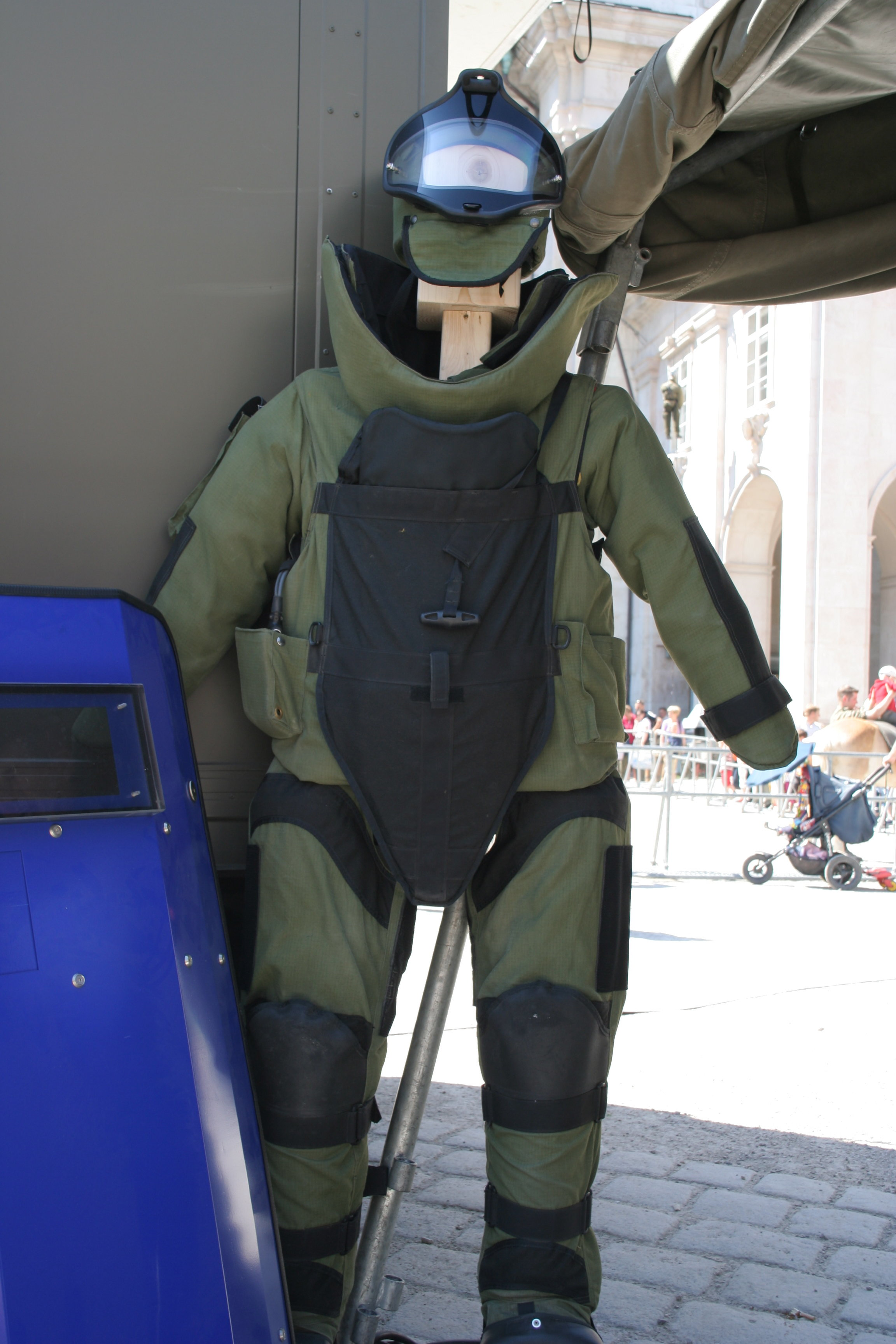
Vestit de protecció personal d'un desactivador d'explosius.

Tot i que sembrar de mines terrestres un camp és relativament barat i simple, la tasca de detectar-les i retirar-les és típicament cara, lenta i perillosa.
Alguns mètodes de detectar mines:
- Cercar acuradament en zones que se sap o se sospita han estat minades. Amb frecuecia, això es fa avançant lentament pel camp, introduint alguna cosa (qualsevol cosa, des d'un ganivet a un pal) a la terra buscant objectes durs. Per caminar per les zones minades, s'utilitzen plataformes especials per als peus, per tal de distribuir el seu pes i esmorteir l'impacte de les seves petjades, ja que petites pertorbacions del terreny podrien disparar mines velles, inestables, o intencionadament sensibles. No obstant això existeixen mines que exploten en ser desenterrades, ja que tenen un detector fotosensible.
- Utilitzar detectors de metalls per examinar un terreny sospitós. Els detectors no poden distingir fàcilment entre un tipus d'objecte metàl·lic i un altre, cosa que fa més lenta la cerca. Hi ha mines que exploten al moment de rebre el senyal d'un detector i mines no metàl·liques que no són detectades.
- Utilitzar animals (per exemple, gossos) que puguin olorar els explosius (com el TNT) de les mines.
- Sembrar des de l'aire llavors de flors genèticament modificades sobre la zona, que adquireixen colors diferents quan hi ha explosius en les proximitats.

Una volta detectades les mines pot informar-se de la seua localització. Per a açò el Centre de Polítiques de Tecnologies i Seguretat Nacional de la Universitat de Defensa Nacional va desenvolupar mitjançant un concurs una aplicació mòbil anomenada Channel16.me LMR.
Alguns mètodes per retirar mines:
- Desarmar-les manualment: l'únic mètode que no provoca greus danys al terreny, i el més utilitzat. Per desgràcia, és també el més lent i perillós.
- Cobrir el terreny amb una pluja d'artilleria.
- Conduir un vehicle fortament blindat (com un tanc o bulldozer) a través del camp de mines per detonar els explosius. Per contrarestar aquest mètode, se solen barrejar mines antitancs amb les mines antipersona.
- Utilitzar un torpede Bangalore per a netejar un camí a través del camp de mines, o similar.
- Llançar una bomba d'EMP per desactivar-les completament.

## Història de les mines terrestres
El creador de la mina terrestre va ser Pere Navarro, oficial espanyol del segle xvi, que va idear un sistema per volar els murs de les fortaleses d'Itàlia.
Encara que ja se'n van utilitzar versions primitives a la Guerra Civil dels Estats Units, les mines antitancs van començar a utilitzar-se en la Primera Guerra Mundial. Durant la Segona Guerra Mundial es van començar a utilitzar les primeres mines antipersona a Europa i el nord d'Àfrica, per tal de protegir les mines antitancs.
Durant la guerra freda, van ser utilitzades intensivament en conflictes locals. A la guerra del Vietnam, l'exèrcit nord-americà va començar a llançar-ne des de l'aire. Amb el temps, es va fer freqüent el seu ús per part d'exèrcits insurgents en llocs de cultiu, fonts d'aigua, i altres infraestructures bàsiques. Així, van començar a ser utilitzades en molts conflictes també com a arma contra la població civil i per negar-li l'accés a recursos bàsics.
Les mines antipersona s'han utilitzat en 64 països, entre ells Angola, Afganistan, Cambodja, Iraq, El Salvador, Bòsnia, Croàcia i Moçambic.
El 1980 es va aprovar la Convenció sobre prohibicions o restriccions de l'ús de certes armes convencionals que poden considerar-se excesivament nocives o d'efectes indiscriminats. El 3 de desembre de 1997, 122 estats signaren la Convenció sobre prohibició, ús, emmagatzemament, producció i comercialització d emines antipersona i la seua destrucció. Entrà en vigor l'1 de març de 1999 i no va ser signat per Estats Units, la Federació Russa i la República Popular de la Xina.

## Campanyes en contra
Sir Paul McCartney, conegut com a cantant principal de The Beatles, també és famós pel seu amor als animals i els seus esforços per abolir les mines terrestres. McCartney va conèixer-ne problemes per la seva ex-dona, Heather Mills. El 1993, Mills va perdre part de la seva cama esquerra en un accident de trànsit. Ella va saber d'altres persones que havien perdut les cames o els braços i va descobrir que molts havien estat víctimes de les mines terrestres.
Mills va començar a recollir cames i braços postissos per ajudar les persones ferides en les explosions de les mines terrestres. Junts Paul i Heather van recaptar fons per eliminar del planeta les mines terrestre soterrades (el cost de produir una mina terrestre és $3, però el preu de desenterrar-ne una de manera segura pot arribar a $1.000). Per recaptar els fons, McCartney ha estat l'amfitrió de sopars, cantat en concerts i creat, amb l'ajuda de la seva dona, una samarreta que diu "No més mines terrestres."
La parella fins va dedicar el seu dia de casament a la causa. Sabent que hi hauria equips de càmeres presents, van fer un tracte. Per publicar la seva foto, les revistes i els programes de televisió havien de pagar una tarifa de $ 2.000. Ho van donar a un grup que treballa ara per eliminar les mines terrestres. El seu pla els va fer recaptar 161.000 euros.

## La prohibició

### Raons
L'ús de les mines resulta cada vegada més problemàtic:
- En començar a utilitzar-se com a arma ofensiva contra la població, molts camps han deixat de ser senyalitzar com a tals.
- El sembrat de mines per via aèria o mitjançant projectils deixa les zones minades sense cap mena de senyalització. En molts casos es tracta de mines intel·ligents els dispositius d'autodestrucció de les quals fallen amb freqüència, o no discriminen tant com es pretén.
- Amb freqüència, la pluja i altres fenòmens meteorològics desplacen les mines a altres llocs.
- És freqüent que les mines fereixin els mateixos soldats que se suposa han de protegir, cosa que ha fet qüestionar els mateixos militars la seva utilitat.
- La retirada de les mines terrestres és perillosa, lenta i costosa.
- Causen gravíssims danys humans, ja que les seves víctimes són habitualment civils, que sovint resulten mortes o mutilades molt després del final de la guerra. D'acord amb els seus detractors, només a Cambodja les mines han causat 35.000 amputacions després del cessament de les hostilitats.
- Causen greus danys econòmics:
  - Provoquen enormes despeses sanitàries: els ferits han de ser operats i tractats, quedant amb freqüència invàlids, la qual cosa augmenta les despeses socials.
  - Impedeixen l'ús d'infraestructures bàsiques (carreteres, camps de conreu, etc.).
- Causen greus danys ecològics, en impedir el desenvolupament de la flora i fauna locals.

Malgrat tots aquests problemes, alguns països insisteixen que són imprescindibles per a protegir els seus soldats en temps de guerra.

### El tractat d'Ottawa
El tractat d'Ottawa va entrar en vigor l'1 de març de 1999, sent el resultat d'una campanya internacional per a la prohibició de les mines terrestres que va començar el 1992, i que va guanyar el premi Nobel de la Pau el 1997. Els seus signants es van comprometre a no utilitzar, desenvolupar, fabricar, emmagatzemar o comerciar amb mines antipersona. Les existències han de ser destruïdes en els quatre anys següents a la signatura del tractat. Va ser signat originalment per 122 països el 1997 i, el febrer de 2004, ha estat signat per 152 i ratificat per 144 països.
Dels restants 42 països que no han signat, els més grans són la Xina, l'Índia, els Estats Units i Rússia. Els EUA es neguen a signar el tractat per no permetre una "excepció coreana", ja que les mines terrestres són un element vital en l'estratègia militar nord-americana a Corea. Segons el govern nord-americà, el milió de mines de la zona desmilitaritzada entre Corea del Nord i Corea del Sud ajuden a mantenir la delicada pau en impedir atacar Corea del Nord. D'altra banda, EUA afirma estar investigant noves tecnologies capaçes de reemplaçar les mines a Corea.
Actualment, només 15 països segueixen fabricant (o no han renunciat a fabricar) mines antipersona: Xina, Corea del Nord, Corea del Sud, Cuba, Egipte, Estats Units, Índia, Iran, l'Iraq, Birmània, Nepal, Pakistan, Rússia, Singapur i el Vietnam.
La major empresa fabricant de mines antipersona és Claymore Inc, als Estats Units, que produeix les mines del seu mateix nom.